# Anton Sittinger
Anton Sittinger ist ein Roman von Oskar Maria Graf, der 1937 im Malik-Verlag über eine Deckadresse in London verlegt wurde.
1979 verfilmte Rainer Wolffhardt die Erzählung im Auftrag des Bayerischen Rundfunks.

## Inhalt
Der kleinbürgerliche Münchner Postinspektor Anton Sittinger liest nur philosophische Bücher wie Nietzsche und Schopenhauer und hält sich für unpolitisch. Der brave Beamte hält sich mit seiner Frau Malwine aus allen politischen Wirren heraus; vor den Kämpfen der Revolution 1918/1919 fliehen sie gar aufs Land. Doch auch hier macht sich während der Weimarer Republik das braune Gedankengut der Nationalsozialisten breit. Um später „auf der richtigen Seite“ zu stehen, lässt Malwine ihren Mann heimlich als NSDAP-Mitglied eintragen.

## Darsteller im Fernsehfilm
- Walter Sedlmayr als Anton Sittinger
- Veronika Fitz als Malwine Sittinger
- Alfons Scharf als Deiglmayr
- Werner Eichhorn als Baron von Plessen
- Fritz Straßner als Greitler
- Michael Stippel als Hauptmann Schlicht
- Bernd Helfrich als Leutnant Eibenthaler
- Ulrich Beiger als Herbert Gotzinger
- sowie Helmut Alimonta, Franziska Stömmer, Hans Stadtmüller, Udo Thomer, Werner Asam, Margot Mahler, Rolf Castell und Willy Schultes